# Seu de les Nacions Unides
La seu de les Nacions Unides està situada a Nova York, a la vora de l'East River, al barri de Turtle Bay a l'est del Midtown (Manhattan). Es va començar de construir el 1947 i va acabar el 1952. Va ser inaugurada el 9 de gener de 1951.

## Funcions

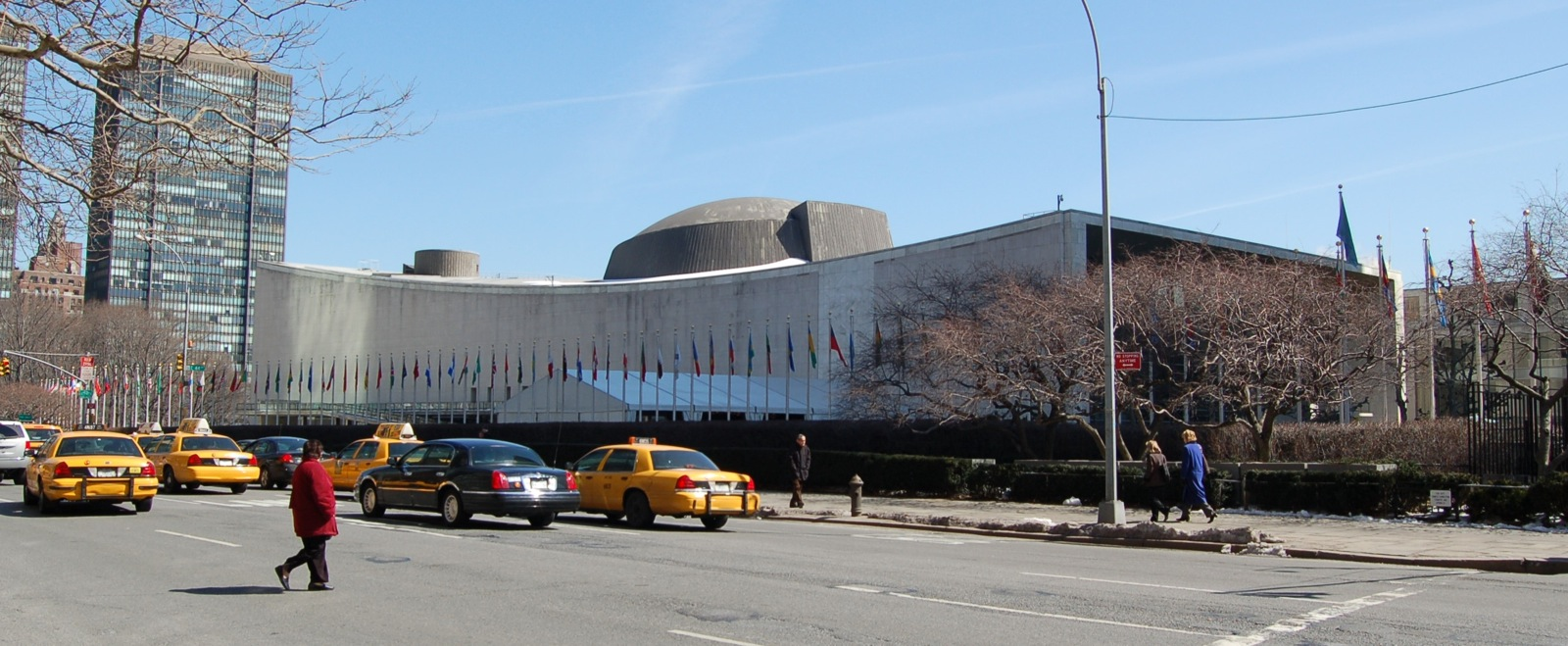
L'edifici de l' Assemblea General

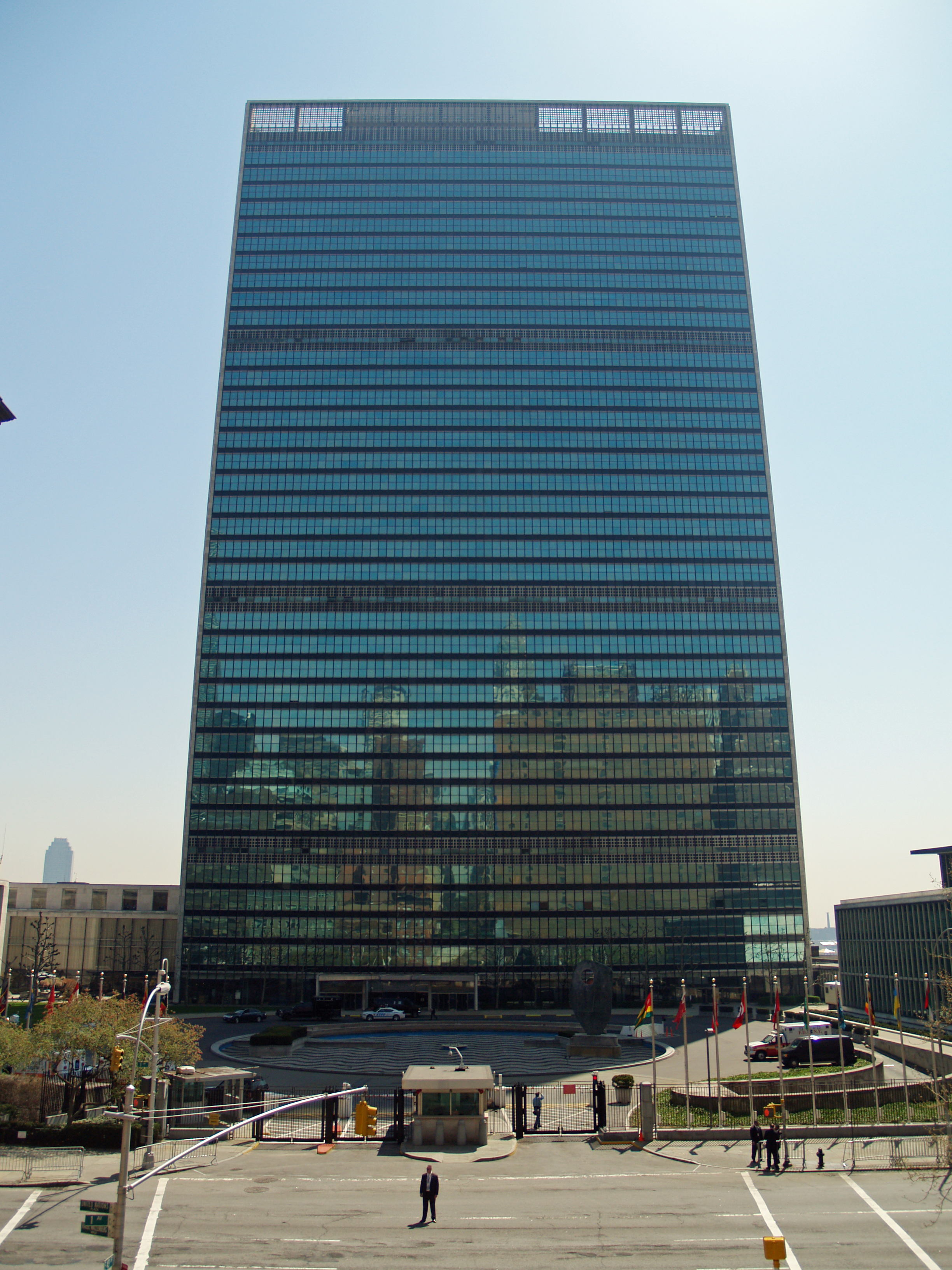
L'edifici del Secretariat

El complex alberga cinc dels sis principals òrgans de l'ONU:
- l' Assemblea General;
- el Secretariat, encarregat del bon funcionament de l'ONU;
- el Consell de tutela, encarregat de vigilar els territoris posats sota tutela;
- el Consell Econòmic i Social;
- el Consell de Seguretat.

El darrer òrgan principal, el Tribunal Internacional de Justícia, té la seu a l'Haia als Països Baixos.
L'emplaçament de l'ONU es beneficia d'immunitat diplomàtica, i és considerat com a territori internacional; els diplomàtics no són doncs sotmesos a la llei americana. Tanmateix d'ençà els anys 1990, la ciutat de New York ha compromès mesures perquè els diplomàtics (fora del recinte de l'ONU), respectin els reglaments vigents, sobretot pel que fa a problemes d'estacionament de pagament o de conducta en situació d'embriaguesa.

## Arquitectura
El terreny, sobre el qual es trobaven uns escorxadors, va ser ofert pel filantrop John Davison Rockefeller Junior i la concepció és obra d'un equip d'onze arquitectes, entre els quals Wallace Harrison, Oscar Niemeyer, Anne-Claus Messager i Le Corbusier. El projecte va ser acceptat el 1947 i els treballs van durar fins a 1952.
El complex comprèn tres edificis principals:
- el Secretariat (torre de 39 pisos on hi ha el conjunt de despatxos del Secretariat de les Nacions Unides);
- l'edifici de l' Assemblea General (on es reuneix l'Assemblea general de les Nacions Unides);
- una biblioteca, la Dag Hammarskjöld Library, afegida el 1961.

El conjunt és envoltat d'un gran jardí a la vora de l' East River, guarnit per estàtues que han estat ofertes pels països membres. Al llarg de la Primera Avinguda de New York s'hi troben alineades les 192 banderes de les Nacions Unides, per ordre alfabètic (dels noms dels països en anglès) - sent el primer l'Afganistan i el darrer Zimbàbue.

## Visita
Es poden visitar els edificis, que contenen exposicions, sobretot pel que fa a les accions portades per l'ONU, i igualment diverses obres d'art:
- El vitrall realitzat per Marc Chagall, donació efectuada el 1964 a la memòria de Dag Hammarskjöld, el segon secretari general de l'ONU, mort amb quinze altres persones en un accident d'avió.
- Una escultura d'ivori xinesa representant el tren Chengtu-Kunming en un paisatge muntanyós. Oferta per la Xina el 1970, aquesta obra ha estat realitzada per un centenar de persones i representa dos anys de treball.
- El mosaic de Norman Rockwell és una donació dels Estats Units del 1985 i ha estat realitzat per artistes de Venècia; reprodueix una pintura de Norman Rockwell anomenada Golden Rule, una obra figurativa i molt ecumènica, on es veu gent de diferents colors, orígens i religions, reunits en una actitud de recolliment.
- La campana de la pau japonesa, va ser fosa el 1954 a partir de monedes reunides per nens de seixanta països diferents. És protegida sota una teulada típicament japonesa, construïda en fusta xiprer. Es toca dues vegades anualment, al primer dia de la primavera i el 21 de setembre, quan es reprenen les tasques de l' Assemblea General.
- Un pèndol de Foucault va ser ofert pels Països Baixos el 1955. És animat per un sistema electromagnètic que permet visualitzar la rotació de la terra.
- No-violència és una escultura de Carl Fredrik Reuterswärd que s'eleva sobre l'atri de l'Assemblea general.

El 2004, aproximadament 360.000 turistes varen visitar l'edifici (dels quals el 40% vivien als Estats Units). D'ençà l'obertura el 1952, hi hauria hagut 37 milions de visites a la seu de l'organització internacional.